# Råda landskommun, Skaraborgs län
Råda landskommun var en tidigare kommun i dåvarande Skaraborgs län.

## Administrativ historik
Kommunen inrättades i Råda socken i Kållands härad i Västergötland när 1862 års kommunalförordningar trädde i kraft. 
Vid kommunreformen 1952 uppgick landskommunen i Kållands-Råda landskommun som 1969 uppgick i Lidköpings stad som 1971 ombildades till Lidköpings kommun.

## Politik

### Mandatfördelning i Råda landskommun 1938-1946
| 8 | 7 |

| 14 |

| 14 | 1 |

| 15 |

| 9 | 6 |

| 14 |